# More Than This (nummer van Roxy Music)
More Than This is een nummer van de Britse band Roxy Music uit 1982. Het is de eerste single van hun achtste en laatste studioalbum Avalon.
Opvallend aan "More Than This", is dat Bryan Ferry al op 2:45 stopt met zingen, waarna er een synthesizeroutro van 1 minuut en 45 seconden volgt. Het nummer, dat gaat over een relatie die uiteenvalt, werd in diverse landen een (bescheiden) hit. Het haalde de 6e positie in het Verenigd Koninkrijk, waarmee het daar de laatste top 10-hit voor Roxy Music was. In de Nederlandse Top 40 behaalde het nummer de 24e positie, en in de Vlaamse Radio 2 Top 30 de 14e.

## NPO Radio 2 Top 2000
| Nummer met noteringen in de NPO Radio 2 Top 2000 | '00  | '01 | '02  | '03  | '04  | '05 | '06  | '07  | '08  | '09  | '10  | '11-'12 | '13  | '14  | '15-'20 | '21  | '22  | '23  | '24  |
| ------------------------------------------------ | ---- | --- | ---- | ---- | ---- | --- | ---- | ---- | ---- | ---- | ---- | ------- | ---- | ---- | ------- | ---- | ---- | ---- | ---- |
| More Than This                                   | 1451 | -   | 1783 | 1751 | 1911 | -   | 1953 | 1975 | 1897 | 1970 | 1935 | -       | 1758 | 1728 | -       | 1940 | 1928 | 1820 | 1971 |

1. ↑  Een '-' betekent dat het nummer niet was genoteerd en een vetgedrukt getal geeft de hoogste notering aan.
2. ↑  2000 was het eerste jaar met een notering voor dit nummer.